# Дрёмов, Иван Фёдорович (Герой Социалистического Труда)
Иван Фёдорович Дрёмов (1912—1978) — забойщик шахты № 15 треста «Сталиногорскуголь» комбината «Москвоуголь» Министерства угольной промышленности западных районов СССР, Московская область. Герой Социалистического Труда (28.08.1948).

## Биография
Родился в 1912 году в селе Петров-Хутарь Щигровского уезда Курской губернии, ныне — Черемисиновского района Курской области, в крестьянской семье. Русский.
В школе не учился. До 17 лет работал в хозяйстве родителей.
В 1929 году, после смерти отца, уехал в город Грайворон (ныне Белгородской области), устроился работать на сахарный завод «Большевик» разнорабочим. В июне 1931 года перебрался в город Макеевка Сталинской (ныне Донецкой) области, устроился работать на шахту № 8-бис, горняцкую профессию начал осваивать с азов — саночником. Через полгода вернулся в родное село, но не надолго.
Приехал в город Бобрики (позднее — Сталиногорск, с 1961 года — Новомосковск) Тульской (в 1946—1957 годах — Московской) области, в августе 1932 года устроился в трест «Моспромстрой» землекопом, затем работал бетонщиком. Через два года вернулся к шахтёрской профессии, в августе 1934 года устроился на шахту № 15 треста «Сталиногорскуголь» вагонщиком, затем забойщиком.
В октябре 1941 году был призван в Красную армию. Службу начал в артиллерийском полку на Дальнем Востоке. С апреля 1942 года — в действующей армии, воевал на Волховском и 1-м Прибалтийском фронтах. Весь боевой путь прошёл телефонистом в зенитных артиллерийских частях. Награждён медалью «За боевые заслуги».
Выписка приказа 1468 азенап, из наградного листа:

…наградить телефониста 1 батареи красноармейца Дремова Ивана Федоровича. С первыех дней на фронте Отечественной войны. Работая телефонистом неоднократно под артиллерийским и минометным огнем в боях на Нарвском плацдарме в июне и августе 1944 года устранял порывы и повреждения телефонной связи, своевременно передавал сведения о действиях авиации противника способствуя успешному отражению её налетов . Отлично знает свое дело…— 

После демобилизации в октябре 1945 года вернулся в Сталиногорск, вновь пришёл работать на свою шахту № 15 забойщиком. Благодаря высокой требовательности к себе, самодисциплине и организованности достиг высокой производительности труда в любых условиях и во всех забоях. Значительно перевыполнял нормы выработки: в 1946 году выполнил личную норму на 182 процентов, в 1947 году — на 152, в 1948 году годовое задание выполнил за 6 месяцев. Свои навыки и умения охотно передавал другим рабочим, готовил молодых горняков.
Указом Президиума Верховного Совета СССР от 28 августа 1948 года за выдающиеся успехи в деле увеличения добычи угля, восстановления и строительства угольных шахт и внедрение передовых методов работы, обеспечивающих значительный рост производительности труда, Дрёмову Ивану Фёдоровичу присвоено звание Героя Социалистического Труда с вручением ордена ордена Ленина и золотой медали «Серп и Молот».
В сентябре 1949 года переведён на должность навалоотбойщика. В апреле 1952 года, после окончания 6-месячных курсов ответственников-эксплуатационников, был назначен на должность десятника вентиляции шахты. Член КПСС с 1952 года. Только в 1954 году окончил 4 класса вечерней школы.
В октябре 1955 года перешёл на шахту № 1 «Каменецкая» треста «Сталиногорскуголь» (город Узловая) крепильщиком на участок подземного внутришахтного транспорта. Проработал на это шахте до выхода на пенсию: горным мастером подземного участка, десятником участка осушения, десятником подземного участка вентиляции. В августе 1962 года вышел на пенсию, с 1968 года — пенсионер союзного значения.
Избирался депутатом Сталиногорского городского Совета депутатов трудящихся.
Жил в городе Новомосковск Тульской области. Скончался в 1978 году.

## Награды
- Золотая медаль «Серп и Молот» (28.08.1948)
- Орден Ленина (28.08.1948)
- Медаль «За боевые заслуги» (26.06.1945)[3]
- Медаль «В ознаменование 100-летия со дня рождения Владимира Ильича Ленина» (6 апреля 1970)
- Медаль «За победу над Германией в Великой Отечественной войне 1941—1945 гг.» (9 мая 1945[4])
- Медаль «За трудовую доблесть» (04.09.1948)
- Юбилейная медаль «Двадцать лет Победы в Великой Отечественной войне 1941—1945 гг.» (7 мая 1965[5])
- Юбилейная медаль «Тридцать лет Победы в Великой Отечественной войне 1941—1945 гг.»[6]
- Медаль «Ветеран труда»
- Медаль «30 лет Советской Армии и Флота»[7]
- Юбилейная медаль «40 лет Вооружённых Сил СССР»[8]
- Юбилейная медаль «50 лет Вооружённых Сил СССР» (26 декабря 1967[9])
- Знак МО СССР «25 лет Победы в Великой Отечественной войне» (24 апреля 1970)

## Память
- На могиле установлен надгробный памятник.
- Его имя увековечено в Главном Храме Вооружённых сил России, и навсегда запечатлено на мемориале «Дорога памяти»
- Установлен Памятный стенд «Герои Социалистического Труда» в г. Новомосковск